# Rúben Micael
Rúben Micael est un footballeur portugais né le 19 août 1986 à Camara de Lobos, Madère (Portugal). Il joue actuellement au Nacional Madeira.

## Biographie

### Carrière en club
Rúben Micael est un produit de la formation de l'União da Madeira où il évolue jusqu'à ses 17 ans. Il rejoint alors le Nacional Madeira. Il devient rapidement l'un des éléments du succès du club et de sa qualification pour la Ligue Europa. 
En janvier 2010, le FC Porto débourse 3 millions d'euros pour 60 % des droits sportifs de Micael. Les Dragons lui offrent une meilleure vitrine, et ainsi peut être avoir l'occasion faire partie des 23 portugais pour le mondial sud africain. 
Après les bonnes performances du joueur, le FC Porto décide d'acheter 20 % supplémentaire des droits sportifs de Micael en février 2010. Mais le joueur se blesse au pied en avril 2010 et doit renoncer au Mondial.
Le 18 aout 2011, il s'engage en faveur de l'Atletico Madrid pour une indemnité de 5 millions d'euros et un contrat de quatre ans. Le lendemain, il est prêté au Real Saragosse.

### Carrière internationale
Rúben Micael compte 16 sélections et 2 buts avec l'équipe du Portugal entre 2011 et 2013. 
Le 29 mars 2011, lors d'un match amical face à la Finlande, Micael fête sa première sélection et inscrit les deux buts de la victoire (2-0) .
Il participe à la Euro 2012, où il ne joue aucun match, le Portugal s'arrête au stade des demi-finales de la compétition.

## Palmarès
- Avec le FC Porto
  - Champion du Portugal en 2011 et 2012
  - Vainqueur de la Coupe du Portugal en 2010 et 2011
  - Vainqueur de la Supercoupe du Portugal en 2010 et 2011
  - Vainqueur de la Ligue Europa en 2011

- Avec le Sporting Braga
  - Vainqueur de la Coupe de la Ligue en 2013

## Statistiques
| Club     | Pays     | Division   | Saison  | Championnat | Championnat | Coupe du Portugal | Coupe du Portugal | Coupe de la Ligue | Coupe de la Ligue | Europe | Europe | Europe | Total  | Total |
| Club     | Pays     | Division   | Saison  | Matchs      | Buts        | Matchs            | Buts              | Matchs            | Buts              | Comp.  | Matchs | Buts   | Matchs | Buts  |
| -------- | -------- | ---------- | ------- | ----------- | ----------- | ----------------- | ----------------- | ----------------- | ----------------- | ------ | ------ | ------ | ------ | ----- |
| União    | Portugal | Division 2 | 2003-04 | 6           | 0           | 0                 | 0                 | -                 | -                 | -      | 0      | 0      | 6      | 0     |
| União    | Portugal | Division 3 | 2004-05 | 22          | 0           | 1                 | 0                 | -                 | -                 | -      | 0      | 0      | 23     | 0     |
| União    | Portugal | Division 3 | 2005-06 | 4           | 0           | 0                 | 0                 | -                 | -                 | -      | 0      | 0      | 4      | 0     |
| União    | Portugal | Division 3 | 2006-07 | 25          | 0           | 3                 | 1                 | -                 | -                 | -      | 0      | 0      | 28     | 1     |
| União    | Portugal | Division 3 | 2007-08 | 36          | 5           | 1                 | 0                 | 0                 | 0                 | -      | 0      | 0      | 37     | 5     |
| Nacional | Portugal | Division 1 | 2008-09 | 26          | 4           | 5                 | 0                 | 4                 | 1                 | -      | 0      | 0      | 35     | 5     |
| Nacional | Portugal | Division 1 | 2009-10 | 16          | 2           | 2                 | 1                 | 1                 | 0                 | C3     | 8      | 7      | 27     | 10    |
| Porto    | Portugal | Division 1 | 2009-10 | 10          | 0           | 3                 | 2                 | 3                 | 0                 | C1     | 2      | 0      | 18     | 2     |
| Porto    | Portugal | Division 1 | 2010-11 | 14          | 0           | 5                 | 0                 | 3                 | 1                 | C3     | 6      | 2      | 28     | 3     |
| Atlético | Espagne  | Liga       | 2011-12 |             |             |                   |                   |                   |                   |        |        |        |        |       |
| Total    | Total    | Total      | Total   | 159         | 11          | 20                | 4                 | 11                | 2                 | -      | 16     | 9      | 206    | 26    |

Légende :
- C1 : Ligue des champions
- C3 : Ligue Europa